# Коста Колев
Коста Колев е български композитор, изпълнител, диригент, аранжор и акордеонист.

## Биография
Роден е през 1921 г. в с. Кортен, Сливенско. През 1962 г. завършва Музикалната академия (днес НМА „Проф. П. Владигеров“). Учи музикална педагогика, дирижиране и композиция при проф. Георги Димитров и проф. Парашкев Хаджиев. От 1941 г. изпълнява народна музика на акордеон. Утвърждава се като един от най-добрите акордеонисти на българска народна музика. Работи като диригент на малък оркестър за народна музика (от 1949 г.) и диригент на Оркестъра за народна музика на БНР.
Автор е на песни за народен хор и оркестър, пиеси за соло инструмент или пеене с оркестър или ансамбъл, музика към танцови постановки, сюити от народни мелодии и др. Нотира, хармонизира и обработва няколко хиляди народни песни и хора за репертоара на ансамблите за народна музика. Има записи в БНР, БНТ, грамофонни плочи, в сборни дискове на „Мистерията на българските гласове“, Варненския, Русенския и Търновския ансамбъл и др.
Умира на 3 август 2010 година в София. Погребан е в Централните софийски гробища.

## Дискография

### Малки плочи
- „Коста Колев – акордеон с орк.“ (Балкантон – ВНК 2518)
- „Свири Коста Колев“ (Балкантон – ВНМ 6082)
- „Свири Коста Колев“ (Балкантон – ВНМ 6127)

### Дългосвирищи плочи
- 1972 – „Коста Колев“ (Балкантон – ВНА 1323)
- 1982 – „Народни песни и хора. Обработил Коста Колев“ (Балкантон – ВНА 10822)

### Компактдискове
- 2008 – „Коста Колев. Българско фолклорно наследство“ (Gega New – GD 317)

## Творчество
Песни за хор
- „Пушка пукна“
- „Лепа Мара Софиянка“
- „От мед ли ти са устата“
- „Излел е Дельо хайдутин“

Песни за хор и оркестър
- Люлка се люля"
- „Лечко стъпяй, Доне“
- Гълъби гукат“
- „Деница девойка“
- „Боне ле“
- „Ой Недо, Недо“
- „Жетва се зажена“
- „Присмехулка“.

Оркестрови произведения
- „Варненски танци“
- „Буенек“
- „Трите пъти“
- „Балканджийска ръченица“
- „Садовска ръченица“
- „Данец“
- „Блатнешка копаница“
- „Петричко хоро“.
- „Изгубеното стадо“ (1974)
- „Буенеци“ (1979).
- „Фантазия“ за соло тамбура и орк. (1973)
- „Любила Сафета Стоян кехая“ за кавал и орк. (1974)

Сюити
- „Жътварска“ (1971)
- „Родопска“ (1972-73)
- „Пиринска“ (1973)
- „Добруджанска“ (1975)
- „Пазарджишка“ за солистка, хор и орк. (1976)
- „Чирпанска“
- „Странджанска“.

Музика към танцови постановки
- „Гроздобер“ (1978-79)
- „Шопски събор“ (1976-77)
- „Добруджански танци“ (1975-76)
- „Варненска танцова сюита“ (1974)
- „Тракийци“ (1975)
- „Камчийски танци“
- „Танци от Голица“
- „Шопски танци“